# Robert Ley (1939)
El KS Robert Ley, más conocido simplemente como Robert Ley, fue un transatlántico alemán, construido en el astillero Howaldtswerke, que entró en servicio en 1939 durante el periodo de paz en la Alemania nazi. Fue bautizado en honor del dirigente alemán del Frente de Trabajo Robert Ley.
Tuvo una corta vida como transporte de pasajeros y en la Segunda Guerra Mundial sirvió como cuartel flotante, buque hospital, y transporte de evacuación durante la Operación Aníbal hacia el final de la contienda.
El prefijo KS era el acrónimo de KdF-Schiff (Kraft durch Freude-Schiff) que era equivalente a MV (Motor Vessel) o SS (Steamship).

## Diseño
Casi gemelo del transatlántico Wilhelm Gustloff botado casi un año antes, fue diseñado para brindar cruceros de vacaciones a trabajadores de la Alemania nazi.
Poseía ocho cubiertas y tenía una altura de 55 m medida desde la quilla. Estaba dotado de instalaciones austeras pero suficientemente lujosas, con cubiertas de paseo espaciosas y funcionales; sus alojamientos no discriminaban por el poder adquisitivo sino que eran de una sola clase denominada turista.
Estaba dotado de una piscina climatizada en su interior en la cubierta F, grandes cocinas en cada cubierta, confortables comedores comunes con lavanderías, barberías y gimnasios. Tenía suficientes botes para todo el pasaje y una senda cubierta solario para el disfrute diario. 
Poseía un espacio dedicado a albergar 300 heridos en acomodación en versión buque-hospital con laboratorio de microbiología, cuarto de operaciones y equipado como la mejor clínica sanitaria.
Estaba propulsado por turbinas diésel MAN y dos hélices con un timón cuadrangular.

## Historia

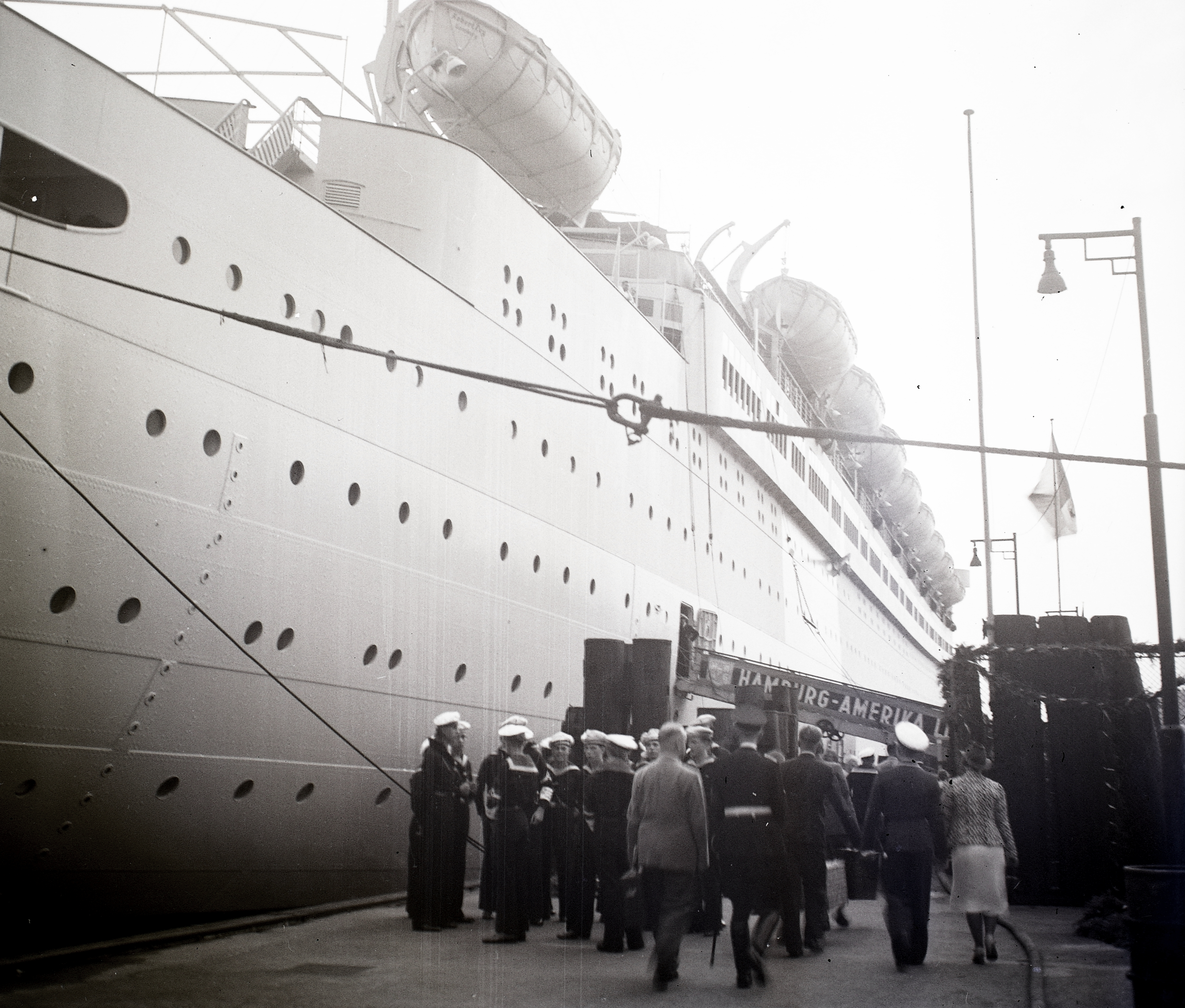
El Robert Ley en 1939 como buque de pasajeros.

Botado en marzo de 1938 con la presencia de Adolf Hitler y Robert Ley, fue completado en marzo de 1939, en el periodo preguerra, fue destinado al mar Báltico bajo la administración del (Kraft durch Freude o Fuerza a través de la Alegría, en alemán) que era parte del Frente laboral alemán por un breve periodo. Su capitán fue Falkenbach. Durante el viaje inaugural ocurrido el 18 de abril de 1939, el líder nazi Adolf Hitler estuvo a bordo recorriendo el barco.  El Robert Ley solamente completó 13 viajes de crucero antes del estallido de la Segunda Guerra Mundial, el 1 de septiembre de 1939. 
En mayo de 1939 fue asignado para llevar ayuda "humanitaria" al puerto de Vigo, España durante la Guerra Civil Española, en su regreso trajo a bordo a parte de la Legión Cóndor junto a su barco gemelo, el Wilhelm Gustloff y otros buques de línea.
Fue requisado por la Marina Alemana (DKM) en agosto de 1939 y destinado como buque hospital con sus correspondientes marcas, luego fue enviado a Pillau como buque nodriza de submarinos en 1941. Se le pintó con camuflaje Dazzle.
Sirvió brevemente como buque de campaña o cuartel (1940 a 1941) y en 1944 fue destinado al transporte de heridos desde el mar Báltico.
En enero de 1945, en medio de un invierno riguroso con temperaturas de hasta -20 °C, la situación alemana se deterioraba dramáticamente debido al avance de las fuerzas soviéticas en la Prusia oriental, unos 75 000 refugiados civiles y militares alemanes convergían en los puertos de Danzig y Pillau y unos 7 millones de fugitivos huían en masa desde la Prusia Oriental por el corredor polaco hacia Alemania bajo extremas condiciones climáticas y siendo diezmadas por ataques aéreos.
El almirante Karl Dönitz dio la orden a sus submarinos de huir hacia los puertos del oeste y a todas las unidades de superficie mayores y menores disponibles de evacuar a los connacionales a los puertos seguros de Kiel o Hel, entre estos estaba el Robert Ley. A esta operación de rescate se la denominó Operación Aníbal. Dejó el puerto de Pillau atestado con 10 000 personas entre soldados heridos, refugiados y personal de apoyo el 25 de enero de 1945 con destino a Hamburgo donde arribó sin novedad, a diferencia de su gemelo el Gustloff que fue hundido en el mar Báltico con igual o mayor cantidad de personas y con una pérdida humana sobrecogedora. Se desconoce la cantidad exacta de viajes que realizó el transatlántico Robert Ley.
Estando en Hamburgo, contiguo al astillero de Blohm & Voss, en mayo de 1945, fue bombardeado por la RAF, resultando semi incendiado y escorado; irrecuperable pero aun a flote en ese puerto.
Fue finalmente remolcado al puerto escocés de Inverkeithing, donde fue totalmente desmantelado en 1947.